# Leva längst
Leva längst är ett kortspel där det gäller för spelarna att vinna stick för att kunna hålla sig kvar i spelet så länge som möjligt.
Vid spel på fyra får spelarna 9 kort var, och vid spel med fem eller sex deltagare 8 respektive 7 kort var. Resterande kort bildar en talong, vars översta kort vänds upp och anger trumffärg. Vid spelet om sticken gäller att man måste lägga ett högre kort i den utspelade färgen om man kan, vidare att man är tvungen att spela trumf om man är renons, och att man måste försöka lägga ett högre kort i trumffärgen om trumf är spelat.
Den som vunnit ett stick tar upp ett kort från talongen och spelar ut på nytt. Allteftersom spelarna blir utan kort på handen får de lämna spelet, och spelets vinnare är den som är kvar till sist.
Ett mycket snarlikt kortspel är linger longer, även kallat siste man på skansen. Spelen skiljer sig huvudsakligen åt genom att det i linger longer inte finns något tvång att sticka över eller att spela trumf.